# Lista de episódios de CSI: Vegas
CSI: Vegas é uma série policial americana que estreou na CBS em 6 de outubro de 2021. É uma sequência da longa série CSI: Crime Scene Investigation e a quinta série da franquia CSI. A série é estrelada por William Petersen e Jorja Fox como Gil Grissom e Sara Sidle, reprisando seus papéis em CSI: Crime Scene Investigation, enquanto Paula Newsome , Matt Lauria , Mel Rodriguez e Mandeep Dhillon interpretam novos personagens. Wallace Langham e Paul Guilfoyle também reprisam seus papéis como David Hodges e Jim Brass , sendo creditado como estrelas convidadas. 
Em CSI: Vegas, a série abre um novo capítulo em Las Vegas, a cidade onde tudo começou. Enfrentando uma ameaça existencial que pode derrubar o Laboratório Criminal, uma nova equipe brilhante de investigadores forenses deve receber de volta velhos amigos e implantar novas técnicas para preservar e servir à justiça na cidade do pecado. Originalmente marcada como uma série limitada, uma segunda temporada foi encomendada em dezembro de 2021.

## Resumo
| Temporada | Temporada | Episódios | Episódios | Originalmente exibido   | Originalmente exibido |
| Temporada | Temporada | Episódios | Episódios | Estreia da temporada    | Final da temporada    |
| --------- | --------- | --------- | --------- | ----------------------- | --------------------- |
|           | 1         | 10        | 10        | 6 de outubro de 2021    | 8 de dezembro de 2021 |
|           | 2         | 21        | 21        | 29 de setembro de 2022  | 18 de maio de 2023    |
|           | 3         | 10        | 10        | 18 de fevereiro de 2024 | 19 de maio de 2024    |

## Episódios

### 1ª temporada: 2021
| Seq. | Episódios | Título                        | Direção         | Escrito por                     | Data de exibição       | Audiência EUA (em milhões) |
| ---- | --------- | ----------------------------- | --------------- | ------------------------------- | ---------------------- | -------------------------- |
| 1    | 1         | "Legado"                      | Uta Briesewitz  | Jason Tracey                    | 6 de outubro de 2021   | 4,12                       |
| 2    | 2         | "Lua de Mel em Vegas"         | Nathan Hope     | Jason Tracey                    | 13 de outubro de 2021  | 3,91                       |
| 3    | 3         | "Sob a Pele"                  | Nathan Hope     | Craig O'Neil                    | 20 de outubro de 2021  | 3,54                       |
| 4    | 4         | "Porco Comprido"              | Nicole Rubio    | Safia M. Dirie                  | 27 de outubro de 2021  | 3,34                       |
| 5    | 5         | "Deixe as fichas caírem"      | Kenneth Fink    | Graham Thiel                    | 3 de novembro de 2021  | 3,22                       |
| 6    | 6         | "Casa divertida"              | Benny Boom      | Samantha Humphrey               | 10 de novembro de 2021 | 3,24                       |
| 7    | 7         | "No Sangue"                   | Christine Moore | Marisa Tam                      | 17 de novembro de 2021 | 3,88                       |
| 8    | 8         | "Limpador de tubulação"       | Benny Boom      | Safia Dirie & Samantha Humphrey | 24 de novembro de 2021 | 4,20                       |
| 9    | 9         | "Esperando nas asas"          | Christine Moore | Craig O'Neill e Jason Tracey    | 1 de dezembro de 2021  | 3,95                       |
| 10   | 10        | "Assinado, lacrado, entregue" | Ken Fink        | Jason Tracey e Craig O'Neill    | 8 de dezembro de 2021  | 3,55                       |

### 2ª temporada: 2022 - 2023
| Seq. | Episódios | Título                    | Direção             | Escrito por                       | Data de exibição        | Audiência EUA (em milhões) |
| ---- | --------- | ------------------------- | ------------------- | --------------------------------- | ----------------------- | -------------------------- |
| 11   | 1         | "Ela se foi"              | Kenneth Fink        | Jason Tracey                      | 29 de setembro de 2022  | 3,19                       |
| 12   | 2         | "O homem pintado"         | Sam Hill            | Craig O'Neill                     | 6 de outubro de 2022    | 3,24                       |
| 13   | 3         | "Historia de uma arma"    | Antonio Negret      | Safia M. Dirie                    | 13 de outubro de 2022   | 3.24                       |
| 14   | 4         | "Coala"                   | Claudia Yarmy       | Anthony E. Zuiker                 | 20 de outubro de 2022   | 3.61                       |
| 15   | 5         | "Em perigo"               | Lin Oeding          | Graham Thiel                      | 27 de outubro de 2022   | 3.57                       |
| 16   | 6         | "Aí está o problema"      | Mario Van Peebles   | Jordana Lewis Jaffe               | 3 de novembro de 2022   | 3.14                       |
| 17   | 7         | "Queimado"                | Benny Boom          | Tom Szentgyorgi                   | 10 de novembro de 2022  | 3.46                       |
| 18   | 8         | "Nota Graciosa"           | Gina Lamar          | Erika Vázquez e Siena Butterfield | 8 de dezembro de 2022   | 3.27                       |
| 19   | 9         | "No Quarto Branco"        | Kenneth Fink        | Marisa Tam & Graham Thiel         | 15 de dezembro de 2022  | 3,48                       |
| 20   | 10        | "Olhos"                   | Allison Liddi-Brown | Ryan Lee                          | 5 de janeiro de 2023    | 3,36                       |
| 21   | 11        | "Brinqueta"               | Ruben Garcia        | Safia M. Dirie                    | 12 de janeiro de 2023   | 3,43                       |
| 22   | 12        | "Quando a poeira baixar"  | Raquel Raimist      | Jordana Lewis Jaffe               | 2 de fevereiro de 2023  | 3,80                       |
| 23   | 13        | "Desossado"               | Erin Feeley         | Dave Metzger                      | 9 de fevereiro de 2023  | 3,82                       |
| 24   | 14        | "Terceira vez é o charme" | Eduardo Sánchez     | Tom Szentgyorgyi                  | 16 de fevereiro de 2023 | 2,93                       |
| 25   | 15        | "Cinzas, Cinzas"          | Stéphanie Marquardt | Marisa Tam                        | 2 de março de 2023      | 3.21                       |
| 26   | 16        | "Todos nós caímos"        | Ray Daniels         | Craig O'Neill e Graham Thiel      | 9 de março de 2023      | 3,34                       |
| 27   | 17        | "A promessa"              | Brad Tanenbaum      | Alex Berry e Anthony E. Zuiker    | 30 de março de 2023     | 3,26                       |
| 28   | 18        | "Fraturado"               | Gina Lamar          | Liz Castricone e Safia M. Dirie   | 13 de abril de 2023     | 3,39                       |
| 29   | 19        | "Memórias mortas"         | Pam Veasey          | Craig O'Neill                     | 4 de maio de 2023       | 3.18                       |
| 30   | 20        | "Jogo de Concha"          | Omar Madha          | Marisa Tam                        | 11 de maio de 2023      | 3,29                       |
| 31   | 21        | "Palavras Moribundas"     | Jason Tracey        | Jason Tracey                      | 11 de maio de 2023      | 2,76                       |

### 3ª temporada: 2024
| Seq. | Episódios | Título               | Direção        | Escrito por                  | Data de exibição        | Audiência EUA (em milhões) |
| ---- | --------- | -------------------- | -------------- | ---------------------------- | ----------------------- | -------------------------- |
| 32   | 1         | "O ceifeiro"         | Brad Tanenbaum | Jason Tracey e Craig O'Neill | 18 de fevereiro de 2024 | 4.09                       |
| 33   | 2         | "Tecido cicatricial" | Nicole Rubio   | Jordana Lewis Jaffe          | 25 de fevereiro de 2024 | ASD                        |
| 34   | 3         | "Rato embalado"      | Omar Madha     | Marisa Tam                   | 3 de março de 2024      | ASD                        |
| 35   | 4         | "TBA"                | TBA            | TBA                          | 17 de março de 2024     | ASD                        |
| 36   | 5         | "Era automação"      | TBA            | TBA                          | 24 de março de 2024     | ASD                        |
| 37   | 6         | "TBA"                | TBA            | TBA                          | 2024                    | ASD                        |
| 38   | 7         | "TBA"                | TBA            | TBA                          | 2024                    | ASD                        |
| 39   | 8         | "TBA"                | TBA            | TBA                          | 2024                    | ASD                        |
| 40   | 9         | "TBA"                | TBA            | TBA                          | 2024                    | ASD                        |
| 41   | 10        | "TBA"                | TBA            | TBA                          | 2024                    | ASD                        |